# Eastwood (Alabama)
Pour les articles homonymes, voir Eastwood.
Eastwood est une communauté non-incorporée au sein de Bay Minette dans le comté de Baldwin (Alabama).
Elle fait partie de l'aire micropolitaine de Daphne–Fairhope–Foley.

## Géographie
La communauté se trouve à une altitude moyenne de 77 mètres.

### Climat
| Mois                                  | jan.             | fév.             | mars            | avril           | mai             | juin            | jui.            | août            | sep.            | oct.            | nov.            | déc.             | année |
| ------------------------------------- | ---------------- | ---------------- | --------------- | --------------- | --------------- | --------------- | --------------- | --------------- | --------------- | --------------- | --------------- | ---------------- | ----- |
| Température minimale moyenne (°C)     | 3,3              | 4,4              | 8,3             | 12,2            | 16,7            | 20              | 21,7            | 21,7            | 18,9            | 13,3            | 8,3             | 4,4              | 13    |
| Température moyenne (°C)              | 8,9              | 11,1             | 14,4            | 18,3            | 22,2            | 25,6            | 26,7            | 26,7            | 24,4            | 18,9            | 14,4            | 10,6             | 18,5  |
| Température maximale moyenne (°C)     | 15               | 17,2             | 21,1            | 24,4            | 28,3            | 31,1            | 31,7            | 31,7            | 29,4            | 25              | 20              | 16,1             | 24,3  |
| Record de froid (°C) date du record   | −16,7 21/01/1985 | −12,2 03/02/1951 | −8,9 03/03/1980 | −2,2 04/04/1987 | 5,6 07/05/1992  | 10,6 01/06/1984 | 6,1 04/07/1964  | 13,3 14/08/2004 | 5 29/09/1967    | −0,6 31/10/1993 | −7,2 25/11/1950 | −13,9 24/12/1989 | −16,7 |
| Record de chaleur (°C) date du record | 29,4 11/01/1949  | 28,9 27/02/1962  | 31,1 15/03/1967 | 33,9 22/04/1987 | 37,8 31/05/1951 | 40,6 14/06/1963 | 39,4 14/07/1980 | 40 12/08/2007   | 38,9 10/09/1954 | 35,6 05/10/1954 | 30 04/11/1973   | 27,8 02/12/1982  | 40,6  |
| Précipitations (mm)                   | 158              | 130              | 168,1           | 121,2           | 150,4           | 142,7           | 210,1           | 152,4           | 146,3           | 78,2            | 131,6           | 129              | 1 718 |

## Sources

## Compléments